# 藤代冥砂
藤代 冥砂（ふじしろ めいさ、1967年8月8日 - ）は日本の写真家。男性。千葉県船橋市出身。妻はモデルの田辺あゆみ。

## 経歴
明治大学商学部卒業。五味彬氏やドイツの写真家ヨーガン・テーラーの来日時のアシスタントを務める。1990年、24歳でフリーランスとなる。Mr.Childrenの最初のミリオンシングル「クロスロード」「イノセントワールド」を担当し、ブレイクに立ち会う。
1995年から1997年にかけて、仕事を中断し世界一周の旅に出る。帰国後は、ファッション、音楽、広告を中心に活動。
1999年、「ライドライドライド」で写真家としてデビュー。世界一周の旅をブックレット的な装丁でまとめた本作は、「自分探し」の旅とは一線を異にする、旅と恋愛に焦点をあてたものとして、一部で熱狂的に迎え入れられた。
のちに藤代冥砂のひとつのイメージを形成するグラビア写真での活動は、広末涼子の20歳を記念して作られた「広末、はたち」により始まり、以後は、数多のアイドル、女優を被写体として80冊ほどの写真集を作るに至る。また嵐のファースト写真集も手がける。週刊朝日の表紙撮影を7年に渡り撮り下ろす。
2003年に「新潮ムック月刊シリーズ」で講談社出版文化賞写真賞を受賞。同年より、SWITCHなどの雑誌を中心に活動し、文筆業もこの頃から始める。
2005年に葉山に移住。小説家として「クレーターと巨乳」「ドライブ」「誰も死なない恋愛小説」を出版。また「新潮」にて短編「抵抗」も発表。エッセイ集として、「合格女子」「愛をこめて」を発表。妻との日常をおさめた「もう、家に帰ろう」は、10刷のヒットとなる。長男出産以降の家族を描いた続編に「もう、家に帰ろう２」もある。南米に一ヶ月滞在し30人のヌードをおさめた「肉」は、ADCで受賞するなど、デザイン面からの評価も高い。
2011年に沖縄に移住。創作活動からしばし離れ、子育てを中心とした主夫生活を送る。農的生活を試みたり、タイやインドで数々のヒーリングを学ぶ期間となる。
2016年、東京の高層ホテルで53のヌードをモノクロで撮影した「SKETCHES OF TOKYO」で再び創作活動に復帰。同時期に制作していた「あおあお」は、自身初となる風景写真集として刊行された。

## 藤代冥砂撮影の「月刊」シリーズのモデル
- 西田ひかる
- 小川範子
- 井川遥
- 中山エミリ
- 嘉門洋子
- 佐藤江梨子
- 吹石一恵
- 吉岡美穂
- 安達祐実
- 原史奈
- 山口紗弥加
- 松金洋子
- つぐみ
- 桃生亜希子
- 佐藤寛子
- 三津谷葉子
- 浅見れいな
- 池脇千鶴
- 川村ゆきえ
- 真木よう子
- 片山瞳

## 写真集

### グラビア
- 仲根かすみ写真集 「UNPLUGGED」 学習研究社
- GLAY EXPO 2004 Official Photo Book 「夏の残響」 ソニー・マガジンズ
- おしり写真集「58HIPS」/「MILKY HIPS」/「100HIPS」(文庫) 祥伝社
- 白石美帆写真集 「Transit」 ワニブックス
- 白石美帆写真集 「dear HONEY!」 集英社
- 瀬戸朝香写真集 「asian」 朝日出版社
- 高橋マリ子写真集　「太陽とハチ蜜」　リトル・モア
- 田辺あゆみ「もう、家に帰ろう」 ロッキング・オン
- 加藤夏希写真集 「太陽のくびれ」 ソニー・マガジンズ
- 南米美女ヌード写真集 「肉」 集英社
- ソニン写真集　「ソニンまにあ」 光文社
- MEGUMI写真集 「Petunia」 音楽専科社
- 上原多香子写真集 「Vingt Takako」 ワニブックス
- モーニング娘。写真集 「Chain! Chain! Chain!」 光文社
- 華原朋美写真集 「Crystallize」ワニブックス
- 西野七瀬写真集 「普段着」 幻冬舎

など

### 作家
- 「ライドライドライド」スイッチ・パブリッシング
- 「58HIPS」祥伝社
- 「MILKY HIPS」祥伝社
- 「肉」集英社
- 「旭山動物園写真集」朝日出版社
- 「もう、家に帰ろう」ロッキング・オン
- 「もう、家に帰ろう２」ロッキング・オン
- 「SKETCHES OF TOKYO」青幻舎
- 「あおあお」赤々舎
- 「山と肌」玄光社
- 「90 nights」トランスワールド

## 小説
- 「クレーターと巨乳」スイッチ・パブリッシング
- 「誰も死なない恋愛小説・短編」SWITCH/スイッチ・パブリッシング
- 「ドライブ」宝島社
- 「抵抗」月刊新潮/新潮社

## その他
- AKB48「So long !」ジャケット写真撮影